# Eupsilia virescens
Eupsilia virescens är en fjärilsart som beskrevs av Yoshimoto 1985. Eupsilia virescens ingår i släktet Eupsilia och familjen nattflyn. Inga underarter finns listade i Catalogue of Life.

## Bildgalleri

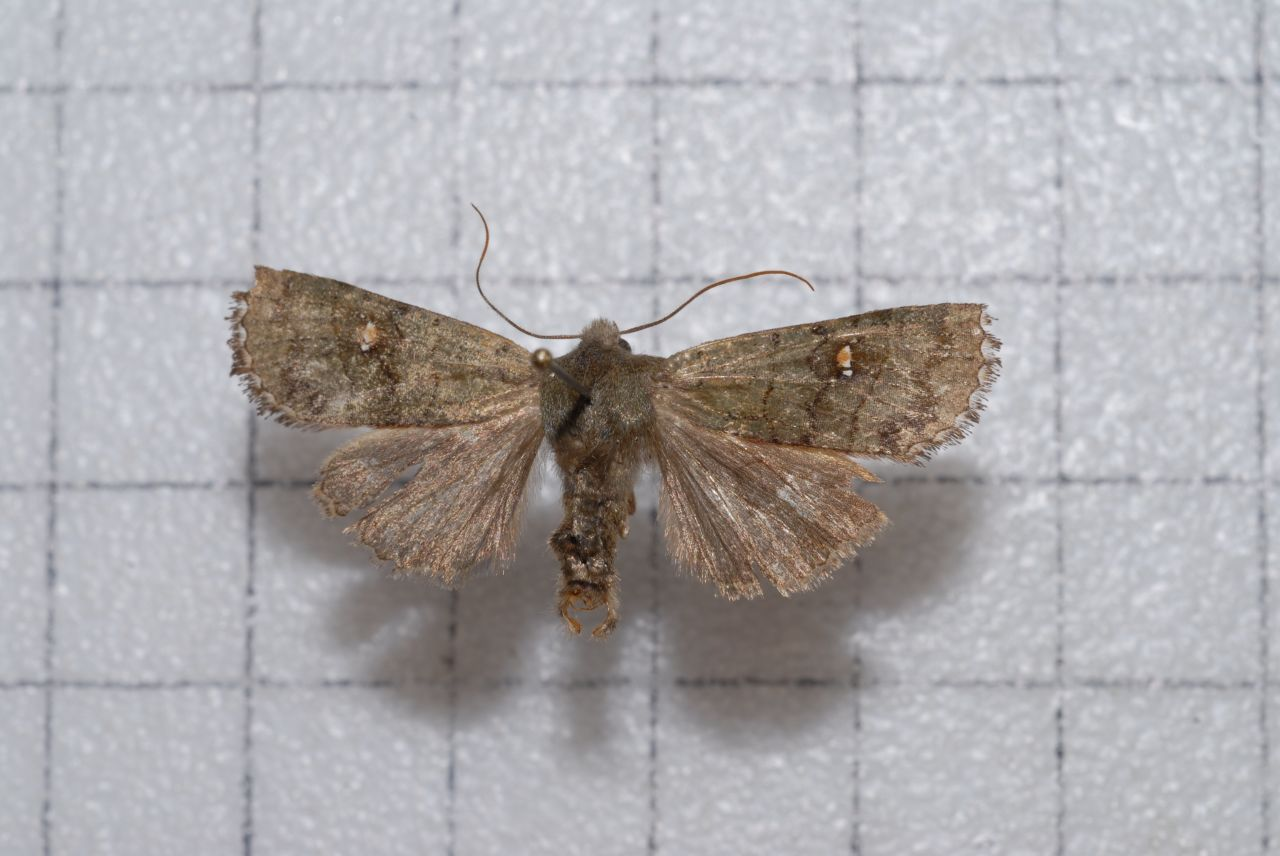